# Psilophrys
Psilophrys is een geslacht van vliesvleugeligen uit de familie Encyrtidae. De wetenschappelijke naam van dit geslacht is voor het eerst geldig gepubliceerd in 1876 door Mayr.

## Soorten
Het geslacht Psilophrys omvat de volgende soorten:
- Psilophrys aristotelei Japoshvili & Noyes, 2006
- Psilophrys bella Japoshvili & Noyes, 2006
- Psilophrys brachycornis Shi, Wang & Si, 1992
- Psilophrys ghilarovi Japoshvili, 2005
- Psilophrys parvulus Guerrieri & Viggiani, 1991
- Psilophrys tenuicornis Graham, 1969